# Ciclo di Tschai
Il Ciclo di Tschai (pronuncia Ciài, titolo originale in inglese: Planet of Adventure) è una serie di romanzi di fantascienza dello scrittore statunitense Jack Vance. Il ciclo, pubblicato tra il 1968 e il 1970, si compone di quattro volumi ed è uno degli esempi tipici di planetary romance, un filone della fantascienza avventurosa in cui l'ambientazione è un pianeta sconosciuto, lontano dalla Terra.
La saga planetaria di Vance ha luogo sull'immaginario pianeta Tschai orbitante attorno alla stella Carina 4269, a 212 anni luce di distanza dalla Terra dove fa naufragio l'astronauta Adam Reith, il protagonista umano, unico sopravvissuto di una spedizione terrestre in risposta ad un messaggio d'aiuto di oltre duecento anni prima. Secondo i canoni della planet opera, la struttura narrativa del romanzo di Vance si focalizza, nel contesto di una storia di avventura ed esplorazione, sul confronto tra la prospettiva umana del protagonista e quella aliena degli abitanti del pianeta.

## Storia editoriale
I titoli originali alludono al nome della specie aliena a cui è dedicato ciascun romanzo, ma la correlazione non è stata mantenuta nella traduzione italiana. L'opera, edita per la prima volta in Italia nel 1971 all'interno della collana Urania di Arnoldo Mondadori Editore, è stata successivamente ripubblicata dalla stessa casa editrice in un unico volume dal titolo Tschai, e nel 2016 in due volumi dal titolo Pianeta Tschai prima parte e Pianeta Tschai seconda parte.
- Naufragio su Tschai (City of the Chasch, 1968)
- Le insidie di Tschai (Servants of the Wankh, 1969)
- I tesori di Tschai (The Dirdir, 1969)
- Fuga da Tschai (The Pnume, 1970)

## Trama
Il dominio di Tschai è conteso tra quattro specie senzienti: tre alloctone (i rettiloidi Chasch, gli anfibi Wankh e i ferini Dirdir) e una indigena, gli insettoidi Pnume. Ciascuna specie ha schiavizzato un gruppo di umanoidi, che Reith ritiene essersi evoluti da esseri umani rapiti dalla terra nel lontano passato.
I quattro gruppi sottomessi (Sub-Chasch, Sub-Wankh, Sub-Dirdir e Pnumekin) differiscono tra loro, oltre che per alcuni tratti fisici, anche nel rapporto instaurato con i loro padroni alieni e nel modo in cui da essi sono controllati. I Sub-Chasch sono convinti che alla loro morte si reincarneranno come Chasch e la loro fede religiosa li porta addirittura a truccarsi con creste posticce per assomigliare ai loro maestri. I Sub-Wankh si trovano nella condizione più privilegiata facendosi interpreti della volontà dei Wankh con cui comunicano con un elaborato linguaggio musicale. I Sub-Dirdir si vedono come una forma degenerata di Dirdir e cercano di emulare i loro padroni. I Pnumekin vivono sottoterra e sono mantenuti sotto controllo tramite un alimento drogato che oltre a condizionarli psicologicamente, ne inibisce gli impulsi sessuali (la loro procreazione è infatti rigidamente controllata dai Pnume).
Ognuno dei quattro volumi del ciclo è dedicato alle rutilanti avventure di Reith (che cerca di fuggire dal pianeta e nel contempo di svelarne i misteri) con una delle razze aliene dominanti, ed è scritto con lo stile immaginifico e ritmato tipico dell'autore statunitense.

## Razze

### L'equilibrio tra le quattro razze
Su Tschai vivono numerose razze. Tra quelle autoctone, due sole sono state in grado di produrre almeno una parvenza di civiltà e una forma di tecnologia: i Pnume e i Phung. Questi ultimi sono in realtà una razza simile ad insetti estremamente pericolosa ma poco intelligente. Oltre a queste, sono presenti i già citati Chasch Blu, i Wankh, i Dirdir; a questi si aggiungono i nomadi Chasch Verdi (la cui civiltà è per molti aspetti simile a quella dei Mongoli o degli Unni), i Vecchi Chasch, antichi colonizzatori, avversari acerrimi dei Chasch Blu e da questi abbattuti, e gli onnipresenti umani, adottati come razza lavoratrice servile da quasi tutte le altre specie aliene.
Nel corso della narrazione emerge la struttura politica di Tschai, estremamente complessa e frammentaria. Chasch Blu, Wankh e Dirdir si contendono il dominio della superficie del pianeta, mentre i Pnume, per evitare conflitti infiniti e spossanti, da numerosi millenni hanno preferito rifugiarsi nel grembo della terra, strutturandosi in vaste città-formicaio. A ben vedere, proprio i Pnume sono la razza più numerosa e potente di Tschai, ma anche la più pavida, al punto da preferire la fuga sottoterra al dominio del pianeta. Comunque, essi sono pronti a tornare sulla superficie di Tschai, ma solo quando le razze aliene mostreranno la loro debolezza e segni evidenti di declino.
Le società delle tre razze che dominano Tschai sono diversissime, quanto le razze stesse. L'impero Chasch Blu è territorialmente esteso, e i suoi abitanti sono molto numerosi. Ciò che ostacola l'espansione dei Chasch Blu è una tecnologia più arretrata rispetto alle razze avverse, una mentalità troppo schematica e la difficilissima situazione interna. I territori dei Chasch Blu sono infatti battuti da orde di selvaggi Chasch Verdi. Costoro, anticamente truppe d'assalto nel conflitto tra Chasch Blu e Vecchi Chasch, si ribellarono migliaia di anni fa, e da allora vivono in possenti tribù nomadi, cavalcando destrieri alieni, distruggendo e razziando. Per questo, le città Chasch appaiono come cittadelle potentemente difese ma abbastanza distanti e isolate tra loro, separate da rovine e steppe brulle.
I Dirdir sono per certi versi la razza più portata alla guerra, ma il loro individualismo ha impedito che costituissero un organismo statale degno di questo nome. Dopo aver conquistato quello che ritengono il proprio spazio vitale, si sono dedicati a battute di caccia anche vaste ai danni dei nemici, ma quasi mai a guerre vere e proprie. Le loro ricchezze e le loro abilità di guerrieri provetti sono inoltre spesso consumate in guerre e faide intestine.
I Wankh sono la razza fisicamente meno adatta alla guerra: sono anfibi e, per quanto robusti, non possono allontanarsi troppo da specchi di acqua dolce. Sono inoltre manipolati dai traduttori Sub-Wankh, gli unici in grado di comprendere il linguaggio dei loro padroni. Comunque, il loro elevato livello tecnologico, la salda organizzazione statale e la disponibilità di un nutrito armamento nucleare sono sempre bastate a difendere le regioni da essi controllati.

### Dirdir
Originari del pianeta Sibol, vivono nella penisola di Haulk a sud-est di Kislovan, in climi freddi. Conoscono i voli spaziali e in un lontano passato sono stati sulla Terra. Hanno pelle levigata come ossa ripulite, dal cranio si innalzano lamine come creste e antenne iridescenti che scendono fin lungo la schiena. Presentano occhi con orbite profonde, la cresta scende sul viso a formare il naso, camminano quasi a balzi, simili a leopardi. Originariamente erano animali da caccia, cacciano per istinto e non per necessità e sono cannibali. Quando cacciano bloccano il cervello fino alla Antica Condizione con cui tornano alla condizione originale che avevano su Sibol. Sono profondamente individualisti, divisi in 28 Caste.
Le femmine sono più piccole dei maschi, il fisico è meno armonioso, testa allargata in alto che si assottiglia sotto a formare la bocca e il mento. Le femmine hanno inoltre la pelle grigia chiara con sfumature malva. L'accoppiamento tra i Dirdir è molto complicato, ci sono 12 tipi di organi sessuali maschili e 14 organi sessuali femminili. Gli accoppiamenti sono possibili solo tra determinati tipi: il maschio tipo 1 può accoppiarsi con una femmina di tipo 5 o 9, una femmina tipo 5 solo con il maschio tipo 1, mentre una femmina tipo 9 può accoppiarsi con un maschio di tipo 1, 11 e 12. Il tipo di ogni Dirdir rimane segreto ed è uno dei Misteri Dirdir, che sono rivelati solo ai Sub-Dirdir immacolati.

## Altri media
Dal 2000 al 2008 l'editore francese Guy Delcourt ha pubblicato 8 volumi di fumetti dedicati al Ciclo di Tschai, Le cycle de Tschai, adattamento di Jean David Morvan, disegni di Li-An, colori di Scarlett Smulkowski.

## Edizioni
- (EN) Jack Vance, Planet of Adventure, 1970.
- Jack Vance, Naufragio sul pianeta Tschai, Le insidie di Tschai, I tesori di Tschai, Fuga da Tschai, traduzione di Beata Della Frattina, collana Urania numeri 562, 565, 567, 571, Arnoldo Mondadori Editore, 1977,  pp. 206, 206, 190, 190.
- Jack Vance, Naufragio sul pianeta Tschai, Le insidie di Tschai, I tesori di Tschai, Fuga da Tschai, traduzione di Beata Della Frattina, collana Classici Urania numeri 243, 250, 253, 258, Arnoldo Mondadori Editore, 1997-1998,  pp. 168, 168, 166, 160.
- Jack Vance, Pianeta Tschai, traduzione di Beata Della Frattina, collana Biblioteca di Urania n° 1, Arnoldo Mondadori Editore, 1978,  p. 490.
- Jack Vance, Pianeta Tschai, La Quadrilogia completa, traduzione di Beata Della Frattina, collana I Massimi della Fantascienza n° 16, Arnoldo Mondadori Editore, 1988,  p. 426, ISBN 978-88-04-31359-5.
- Jack Vance, Naufragio sul pianeta Tschai, Le insidie di Tschai, I tesori di Tschai, Fuga da Tschai, traduzione di Beata Della Frattina, collana Oscar fantascienza numeri 104, 108, 106, 111, Arnoldo Mondadori Editore, 1992-1993,  pp. 180, 162, 188, 190.
- Jack Vance, Tschai, traduzione di Beata Della Frattina, collana Urania - Le grandi saghe n° 1, Arnoldo Mondadori Editore, 2006,  p. 484, ISSN 1120-5288 (WC · ACNP).
- Jack Vance, Pianeta Tschai, Prima parte (primi due libri), traduzione di Beata Della Frattina, collana Urania Collezione n° 165, Arnoldo Mondadori Editore, 2016,    pp. 314.
- Jack Vance, Pianeta Tschai, Seconda parte (ultimi due libri), traduzione di Beata Della Frattina, collana Urania Collezione n° 167, Arnoldo Mondadori Editore, 2016,  pp.302.